# Departamento de Huasco
El Departamento de Huasco se ubicó en la Provincia de Atacama, y su comuna cabecera departamental fue la ciudad de Vallenar.

## Origen
A esta zona llegaron los españoles por el 1789, donde se fundó San Ambrosio de Ballenary por el gobernador Ambrosio O'Higgins, localidad que pasó a llamarse Vallenar.
Durante el siglo XIX la ciudad fue semi abandonada tras un sismo que devastó la zona. Pero la necesidad minera obligó a volver a reutilizar sus viviendas y restaurar la ciudad.
En 1927 se forma el Departamento de Huasco, compuesto por las comunas de Vallenar, Tránsito y Huasco, considerándose un solo departamento electoral. Este proceso se realizó mediante el Decreto N° 8.583 del 30 de diciembre de 1927.

## Subdelegaciones
| Municipalidad | Subdelegaciones        |
| ------------- | ---------------------- |
| Vallenar      | 1a, Ambrosio O'Higgins |
| Vallenar      | 2a, El Comercio        |
| Vallenar      | 3a, La Frontera        |
| Vallenar      | 4a, Camarones          |
| Vallenar      | 5a, Alto del Carmen    |
| Vallenar      | 6a, San Félix          |
| Vallenar      | 9a, Agua Amarga        |
| Vallenar      | 10a, La Jarilla        |
| Tránsito      | 7a, El Tránsito        |
| Tránsito      | 8a, La Pampa           |
| Huasco        | 11a, Huasco Bajo       |
| Huasco        | 12a, Carrizal Bajo     |
| Huasco        | 13a, Carrizal Alto     |
| Huasco        | 14a, Puerto de Huasco  |